# FIRA Women's European Championship División B 2003
El FIRA Women's European Championship División B de 2003 fue la tercera edición del torneo femenino de rugby.

## Equipos participantes
- Selección femenina de rugby de Alemania
- Selección femenina de rugby de Dinamarca
- Selección femenina de rugby de Noruega
- Selección femenina de rugby de Países Bajos

## Desarrollo

### Semifinales
| 8 de mayo | Países Bajos | 113 - 0 | Dinamarca |  |  |

| 8 de mayo | Alemania | 75 - 0 | Noruega |  |  |

### Tercer Puesto
| 11 de mayo | Noruega | 10 - 10 | Dinamarca |  |  |

### Final
| 11 de mayo | Países Bajos | 19 - 12 | Alemania |  |  |